# Bangladesh i olympiska sommarspelen 2012
Bangladesh deltog i de olympiska sommarspelen 2012 som ägde rum i London i Storbritannien mellan den 27 juli och den 12 augusti 2012.

## Bågskytte
Bangladesh tilldelades ett wild card i bågskytte.
Herrar
| Tävlande       | Gren         | Rankningsrunda | Rankningsrunda | 32-delsfinal            | 16-delsfinal         | 8-delsfinal          | Kvartsfinal          | Semifinal            | Final                | Final            |
| Tävlande       | Gren         | Poäng          | Seed           | Motståndare Resultat    | Motståndare Resultat | Motståndare Resultat | Motståndare Resultat | Motståndare Resultat | Motståndare Resultat | Plats            |
| -------------- | ------------ | -------------- | -------------- | ----------------------- | -------------------- | -------------------- | -------------------- | -------------------- | -------------------- | ---------------- |
| Mohammed Milon | Individuellt | 636            | 61             | Godfrey (GBR) (4) L 0–6 | Gick inte vidare     | Gick inte vidare     | Gick inte vidare     | Gick inte vidare     | Gick inte vidare     | Gick inte vidare |

## Friidrott
Förkortningar
- Notera – Placeringar gäller endast den tävlandes eget heat
- Q = Kvalificerade sig till nästa omgång via placering
- q = Kvalificerade sig på tid eller, i fältgrenarna, på placering utan att ha nått kvalgränsen
- NR = Nationellt rekord
- N/A = Omgången inte möjlig i grenen
- Bye = Idrottaren behövde inte delta i omgången

Herrar
| Mohan Khan | 100 m | 11,25 | 5 | Gick inte vidare | Gick inte vidare | Gick inte vidare | Gick inte vidare | Gick inte vidare | Gick inte vidare |

## Gymnastik

### Artistisk
Herrar
| Idrottare    | Gren       | Kval    | Kval    | Kval    | Kval    | Kval    | Kval    | Kval   | Kval      | Final            | Final            | Final            | Final            | Final            | Final            | Final            | Final            |
| Idrottare    | Gren       | Redskap | Redskap | Redskap | Redskap | Redskap | Redskap | Totalt | Placering | Redskap          | Redskap          | Redskap          | Redskap          | Redskap          | Redskap          | Totalt           | Placering        |
| Idrottare    | Gren       | F       | PH      | R       | V       | PB      | HB      | Totalt | Placering | F                | PH               | R                | V                | PB               | HB               | Totalt           | Placering        |
| ------------ | ---------- | ------- | ------- | ------- | ------- | ------- | ------- | ------ | --------- | ---------------- | ---------------- | ---------------- | ---------------- | ---------------- | ---------------- | ---------------- | ---------------- |
| Syque Caesar | Fristående | 14,666  | i.u.    | i.u.    | i.u.    | i.u.    | i.u.    | 14,666 | 29        | Gick inte vidare | Gick inte vidare | Gick inte vidare | Gick inte vidare | Gick inte vidare | Gick inte vidare | Gick inte vidare | Gick inte vidare |
| Syque Caesar | Barr       | i.u.    | i.u.    | i.u.    | i.u.    | 14,766  | i.u.    | 14,766 | 27        | Gick inte vidare | Gick inte vidare | Gick inte vidare | Gick inte vidare | Gick inte vidare | Gick inte vidare | Gick inte vidare | Gick inte vidare |
| Syque Caesar | Räck       | i.u.    | i.u.    | i.u.    | i.u.    | i.u.    | 13,700  | 13,700 | 50        | Gick inte vidare | Gick inte vidare | Gick inte vidare | Gick inte vidare | Gick inte vidare | Gick inte vidare | Gick inte vidare | Gick inte vidare |

## Simning
Herrar
| Tävlande              | Gren        | Heat  | Heat      | Semifinal        | Semifinal        | Final            | Final     |
| Tävlande              | Gren        | Tid   | Placering | Tid              | Placering        | Tid              | Placering |
| --------------------- | ----------- | ----- | --------- | ---------------- | ---------------- | ---------------- | --------- |
| Mahfizur Rahman Sagor | 50 m frisim | 24,64 | 7         | Gick inte vidare | Gick inte vidare | Gick inte vidare | 39        |

## Skytte
Damer
| Tävlande     | Gren           | Kvalifikation | Kvalifikation | Final            | Final            |
| Tävlande     | Gren           | Poäng         | Plats         | Poäng            | Plats            |
| ------------ | -------------- | ------------- | ------------- | ---------------- | ---------------- |
| Athina Douka | 10 m luftgevär | 393           | 27            | Gick inte vidare | Gick inte vidare |